# Persistencia de la visión

El caballo se ve en movimiento debido a la persistencia retiniana pero en realidad esto ocurre por el procesamiento cerebral de los estímulos visuales.

La persistencia de la visión fue un supuesto fenómeno visual descubierto por Peter Mark Roget que demostraría cómo una imagen permanece en la retina humana una décima de segundo más antes de desaparecer por completo.
Según sus estudios, esto permitiría que veamos la realidad como una secuencia de imágenes ininterrumpidas y que podamos calcular fácilmente la velocidad y dirección de un objeto que se desplaza. Si no existiese veríamos pasar la realidad como una sucesión de imágenes independientes y estáticas.
Joseph-Antoine Ferdinand Plateau creyó descubrir que nuestro ojo ve con una cadencia de diez imágenes por segundo. En virtud de dicho fenómeno, las imágenes se superponen en la retina y el cerebro las "enlaza" como una sola imagen visual, móvil y continua.
Se supuso que el cine aprovechaba este efecto y provocaba ese "enlace" proyectando a más de 10 imágenes por segundo (generalmente 24), lo que genera en nuestro cerebro la ilusión de movimiento (la televisión se da a 29,97 fotogramas por segundo, y 25 en Europa).

## Inicios
La teoría de la persistencia de la visión defiende que las imágenes permanecen en el cerebro unas fracciones de segundo después de haber desaparecido. Esta teoría fue refutada en 1912 por Max Wertheimer. Con un experimento demostró que con el movimiento se percibe que el ojo se mueve como respuesta de los sucesivos estímulos de luz. Esto se conoce como Fenómeno Phi.
Lo que se demuestra tanto con la persistencia de la visión como con el Fenómeno Phi es que el ojo no se comporta de la misma manera que una cámara fotográfica, el ser humano no ve en fotogramas por segundo. El cerebro, al retener las imágenes una fracción de segundo, permitió la creación de un primer cine que consistía en la superposición de dos imágenes que, reproducidas a gran velocidad, daban la sensación de movimiento.

## Ley de Ferry-Porter
Hay un amplio margen de frecuencias desde la absoluta evidencia de parpadeo hasta la sensación de continuidad. Este fenómeno se conoce con el término inglés flicker. La frecuencia en la que las imágenes se funden y desaparece el parpadeo lo llamamos frecuencia crítica de flicker y, como ya hemos apuntado, depende del nivel de iluminación de la pantalla. Es una dependencia de tipo logarítmico y se conoce como ley de Ferry-Porter:

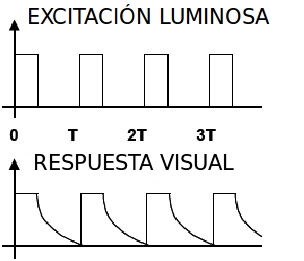
Efecto de la persistencia visual

B = nivel de brillo de la pantalla medido en foot-lambert.
Se considera que la frecuencia umbral o crítica es del orden de 40 Hz (algo más baja en un cine por ejemplo donde las condiciones de iluminación se adecuan al visionado). Sin embargo, esta frecuencia podrá variar entre los 60 Hz (fuerte iluminación diurna) hasta 4 Hz (iluminación nocturna y visión fotópica). Esto se explica gracias a la naturaleza de los conos y bastones. Los primeros (conos) captan las imágenes en entornos de alta iluminación y lo hacen con una respuesta bastante elevada. Por el contrario, los bastones son mucho más sensibles, de ahí que se encarguen de captar en entornos de iluminación precaria. Ahora bien, necesitan mucho más tiempo para excitarse y volver a la situación inicial de reposo (hasta 0,25 segundos).

## Mito
A lo largo del tiempo e incluso en la actualidad, ha habido ciertas personas que han negado la veracidad de las leyes que explican la teoría de la persistencia de la visión y creen que la persistencia de la visión es meramente un mito.
Según las palabras de Miguel Ángel Martín Pascual en su libro La persistencia retiniana y el fenómeno phi como error en la explicación del movimiento, del 2008, cita textualmente: "A través del ojo recibimos cambios, no imágenes como en una cámara de fotos" . Negando así cualquier explicación que se dé sobre lo que suceda en el interior de nuestro ojo a partir del estudio del cinematógrafo.
Los detractores de la persistencia de la visión alegan que la facilidad de comprensión de las teorías sobre la persistencia de la visión ha hecho que estas sean mundialmente aceptadas, pero que en realidad no logran explicar los sucesos que tienen lugar en nuestro ojo. Según ellos, las imágenes que el zootropo genera, son meramente imágenes borrosas que se acaban superponiendo una sobre la otra, no son imágenes en movimiento.
Si negamos las leyes de la persistencia de la visión, aunque no se ha encontrado ninguna ley o fenómeno que logre explicar el punto de vista de los contrarios a la persistencia de la visión, Miguel Ángel Martín Pascual expone que "no sabemos aún cómo percibimos todo lo que se mueve, pues está íntimamente relacionada con las imágenes mentales y el Proceso de pensamiento. Apenas entrevemos estos procesos. Sabemos dónde pasa y que es complejísimo y costará revisar dolorosamente mucho de lo que Sabemos. "

## Veracidad de la persistencia de la visión
Desde la perspectiva contemporánea, en el campo de la neurofisiología de la percepción, se afirma que la persistencia de la visión o retiniana o persistencia óptica es un mito.
La percepción del movimiento aparente, esto es, la que se obtiene a partir de la observación de secuencias de imágenes estáticas como las que se proyectan sucesivamente en una pantalla de cine o en un televisor o en un monitor de computador -ilustrada en este artículo con el caballo que parece moverse- se explica debido al procesamiento que hace el cerebro de las señales eléctricas provenientes de la retina las cuales a su vez son transmitidas mediante el nervio óptico al núcleo geniculado lateral y luego a otras zonas del cerebro para hacer procesamientos.
A pesar de la gran cantidad de evidencia empírica acopiada durante el último siglo de investigaciones en neurología y en neurofisiología de la percepción, algunas personas no familiarizadas con los hallazgos científicos todavía atribuyen, erróneamente, a la persistencia retiniana la explicación de la percepción de movimiento aparente como resultado de la observación de secuencias de imágenes estáticas.
Quienes le asignan algún valor a la persistencia retiniana se basan en argumentos débiles como estos: 

El ojo hace que cualquier imagen vista se grabe en la retina por un corto tiempo (durante aproximadamente 0,1 segundos). Por ejemplo, al colocar un objeto frente a la vista y retirarlo rápidamente, cualquier persona que estuviera mirándolo lo seguirá viendo, porque el cerebro retiene la impresión de la luz. Esta impresión es notoria al mirar por un momento una fuente de luz como el sol y luego apartar la vista.

Una revisión de este argumento nos lleva a la conclusión de que si se superpusieran en la retina diversos estímulos visuales entonces el resultado no sería movimiento sino a lo sumo la mezcla o confusión de dichos estímulos dando lugar a imágenes borrosas, como la que se vería en la pintura de Marcel Duchamp, Desnudo descendiendo una escalera.
Este error se deriva de atribuirle una explicación al fenómeno visual solamente a partir de un órgano periférico como es el ojo sin la intervención del cerebro argumento que se ha desvirtuado sistemáticamente por hallazgos como el mencionado por el cognoscitivista Donald Hoffman de sujetos que a pesar de tener la retina completamente sana no pueden captar el movimiento en el mundo real, debido a lesiones en el cerebro, a esta disfunción se la denomina acinetopsia, esto es, ceguera al movimiento.
Desde sus inicios la presunta explicación de la persistencia retiniana ha carecido de fundamentos científicos como se puede apreciar desde la primera referencia a un artículo de Peter Mark Roget en el que se basan algunas revisiones de la teoría cinematográfica acerca del tema como es el caso de la primera referencia a este autor realizada por Terry Ramsaye, hasta otras más recientes como la de Román Gubern
El artículo de Peter Mark Roget (Roget, 1824), aborda un tema completamente diferente al de la ilusión del movimiento aparente porque trata de la ilusión que se obtiene al ver los radios de una carreta a través de persianas verticales, pero no hace referencia a la percepción de secuencias de imágenes estáticas que luego se podrían ver en movimiento. Un análisis detallado y profundo del documento de Roget se puede encontrar en Anderson y Fisher (1978, pp. 3-8).
También se ha planteado de manera equivocada que la persistencia retiniana se relaciona con el fenómeno phi para crear la ilusión de movimiento en el cine, este error se deriva en la equiparación equivocada que se hace del sistema visual humano con una cámara. Sin embargo el ojo opera de formas distintas dado que a diferencia de las cámaras de cine o vídeo no tiene una cadencia o velocidad de cuadros ni un promedio de escaneo de líneas. En realidad el complejo sistema visual se basa en detectores de movimiento, de detalles y de patrones; los cuales una vez procesados dan como resultado la experiencia visual, la cual está orientada fundamentalmente por la búsqueda activa de sentido y explicaciones del mundo.
Uno de los motivos por el cual la persistencia retiniana, aunque es una explicación equivocada, se toma como verdadera es porque es sencilla de entender y aparentemente es una teoría final sobre la cual no es necesario seguir razonando más. En contraste, las explicaciones derivadas de la investigación científica implican el esfuerzo de aproximarse a nociones de neurología con el componente adicional de que en ellas se manifiesta la necesidad de seguir investigando un tema en el que lentamente se van respondiendo diferentes preguntas acerca del pensamiento visual. Así la actitud de quienes repiten las explicaciones de la persistencia retiniana es la de creer en algo simple a dudar metódicamente.

## Persistencia visual en el cine
En la historia del cine todavía se mantiene la persistencia de la visión como base del movimiento. En un primer momento, las cintas se reproducían a 16 fotogramas por segundo (una velocidad que permitía que el público percibiese el movimiento a pesar de ser más lenta que la actual). Con el paso del tiempo se aumentó a 24 fotogramas por segundo y, en la actualidad, encontramos películas rodadas a 48 fotogramas por segundo.

## Persistencia visual en la televisión
La televisión, como el cine, crea la ilusión de movimiento al presentar el ojo una rápida sucesión de imágenes, En el caso de la televisión, el ojo es incapaz de apreciar el movimiento a gran velocidad de un punto brillante sobre la superficie de una pantalla. Esta ilusión es posible gracias a la persistencia de la visión, que hace que el ojo no aprecie el desplazamiento del punto sino que vea simplemente imágenes completas. Cuando el ojo mira a un punto que se mueve rápidamente, el fenómeno mencionado hace que la imagen persista en el cerebro una fracción de segundo después de que el punto ya se haya desplazado a otro lugar.
La persistencia de la visión, también llamada persistencia en la retina, es el tiempo que tarda nuestro cerebro a eliminar la información suministrada. Existen, no obstante, unos límites dentro de los cuales el ojo aprecia este "engaño" lo que se traduce en un parpadeo de la imagen percibida. El ojo aprecia las imágenes formadas por un punto brillante con sensación de continuidad, cuando la frecuencia con la que se repiten estas imágenes "completas es de, aproximadamente, 16 veces en un segundo (16 hercios). A esta frecuencia, el parpadeo en el que hacíamos referencia es notable, desaparecen por completo a la frecuencia de unos 48 hercios.
La persistencia de la visión es el fundamento fisiológico que posibilita la existencia de la televisión. Las imágenes, en este medio, están formadas por el desplazamiento zigzagueante, de izquierda a derecha y de arriba a abajo de un punto que las conforma, lo mismo en la cámara que en el televisor

## Ejemplos
Durante la época victoriana, algunos juguetes ópticos fueron utilizados para mostrar diversas ilusiones y, en algunos casos, se les esgrimía como factores probatorios de diversas teorías de la visión, entre ellas la persistencia retiniana.
Fenaquistoscopio: juego visual que consiste en varios dibujos de un mismo objeto en posiciones ligeramente diferentes, distribuidos por una placa circular lisa. Cuando esta placa se hace girar frente a un espejo se crea la ilusión de movimiento.
Taumatropo: Es un juego visual consistente en un círculo que tiene dibujadas una imagen a cada lado, y dispone de unas cuerdas en los extremos, mediante las cuales se le puede hacer girar. Debido al efecto de la persistencia de la visión, la retina humana retiene durante un instante la imagen vista anteriormente, y ambos se sobreponen formando una sola.
Zoótropo: Otro juego visual consistente en un cilindro con pequeñas aberturas en la parte superior. En el interior se sitúan varias imágenes que forman parte de una misma acción y, al hacerlo girar, mirando a través de los orificios, se puede ver una escena con movimiento y de forma continuada.
Praxinoscopio: Consiste en un objeto circular donde el espectador mira por la parte de encima y donde hay una serie de imágenes dibujadas que se reflejan en unos espejos para aportar una nitidez mayor. El praxinoscopio va girando mediante una manivela produciendo la ilusión de movimiento. Tuvo diversas variantes y avanzó hasta que también permitió la proyección de estas animaciones.